# Cavalieria
Genre
Cavalieria est un genre d'insectes diptères de la famille des Tachinidae.

## Systématique
Le genre Cavalieria a été créé en 1908 par Joseph Villeneuve de Janti.

## Liste d'espèces
Selon BioLib (7 juillet 2021) :
- Cavalieria genibarbis Villeneuve, 1908